# Ґовідліно
Ґовідліно (пол. Gowidlino) — село в Польщі, у гміні Сераковиці Картузького повіту Поморського воєводства.
Населення — 1491 особа (2011).
У 1975-1998 роках село належало до Гданського воєводства.

## Демографія
Демографічна структура станом на 31 березня 2011 року:
|          | Загалом | Допрацездатний вік | Працездатний вік | Постпрацездатний вік |
| -------- | ------- | ------------------ | ---------------- | -------------------- |
| Чоловіки | 752     | 222                | 469              | 61                   |
| Жінки    | 739     | 213                | 411              | 115                  |
| Разом    | 1491    | 435                | 880              | 176                  |